# Pteropsyllus consimilis
Pteropsyllus consimilis är en kräftdjursart som först beskrevs av T. Scott 1894.  Pteropsyllus consimilis ingår i släktet Pteropsyllus, och familjen Tetragonicipitidae. Arten är reproducerande i Sverige.